# Républicain social
Philetairus socius
Pour l’article homonyme, voir Républicains sociaux.
Ne doit pas être confondu avec La République sociale.
Genre
Espèce
Statut de conservation UICN

 LC  : Préoccupation mineure
Le Républicain social (Philetairus socius) est une petite espèce de passereaux endémiques des zones arides du sud de l'Afrique, notamment du Kalahari.
Unique espèce du genre Philetairus, cet oiseau est remarquable par ses nids : collectifs et habités à l'année, ils sont énormes, et peuvent être construits par des centaines d'individus. L'espèce n'est pas menacée.

## Morphologie

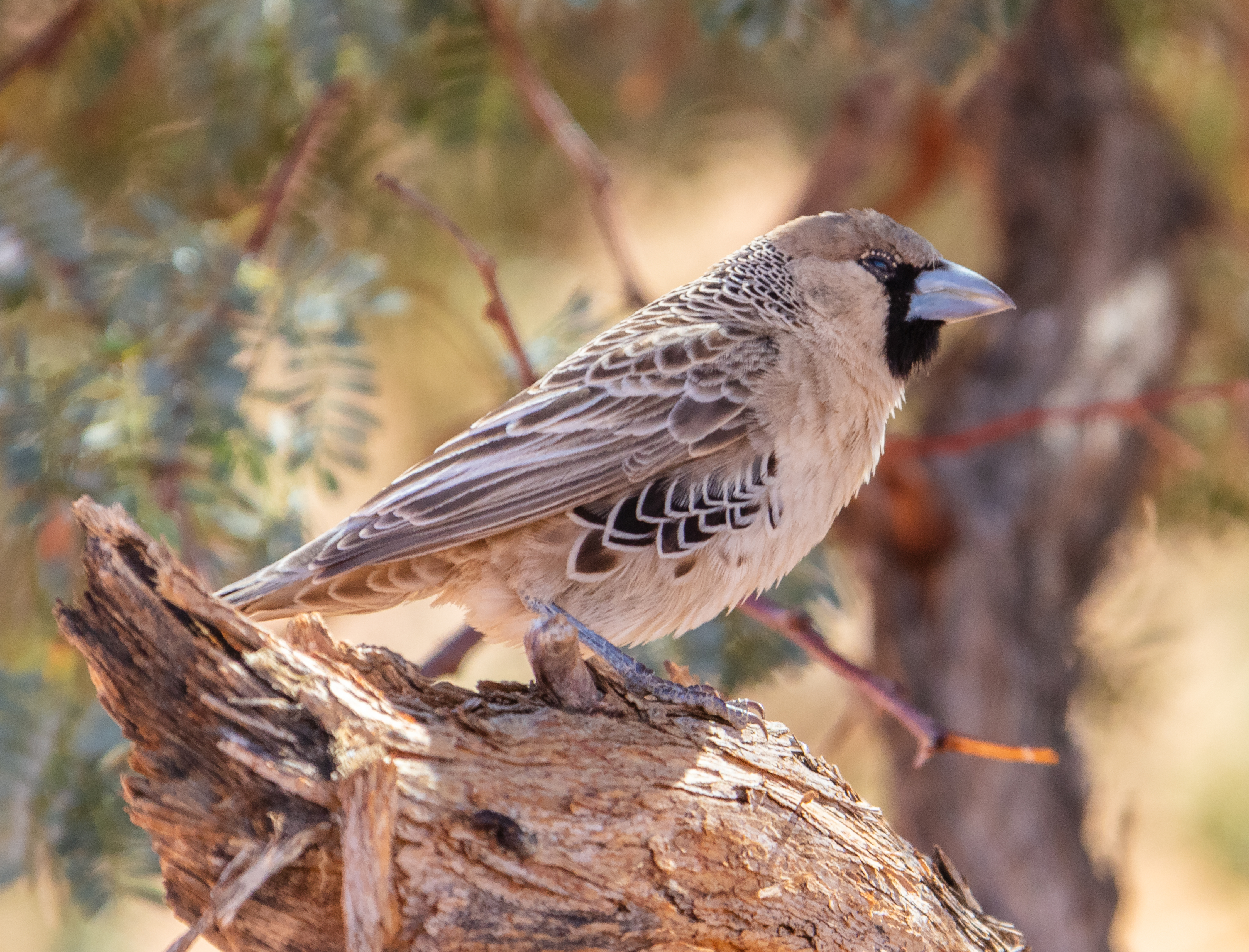
Un Républicain social à Sossusvlei en Namibie.

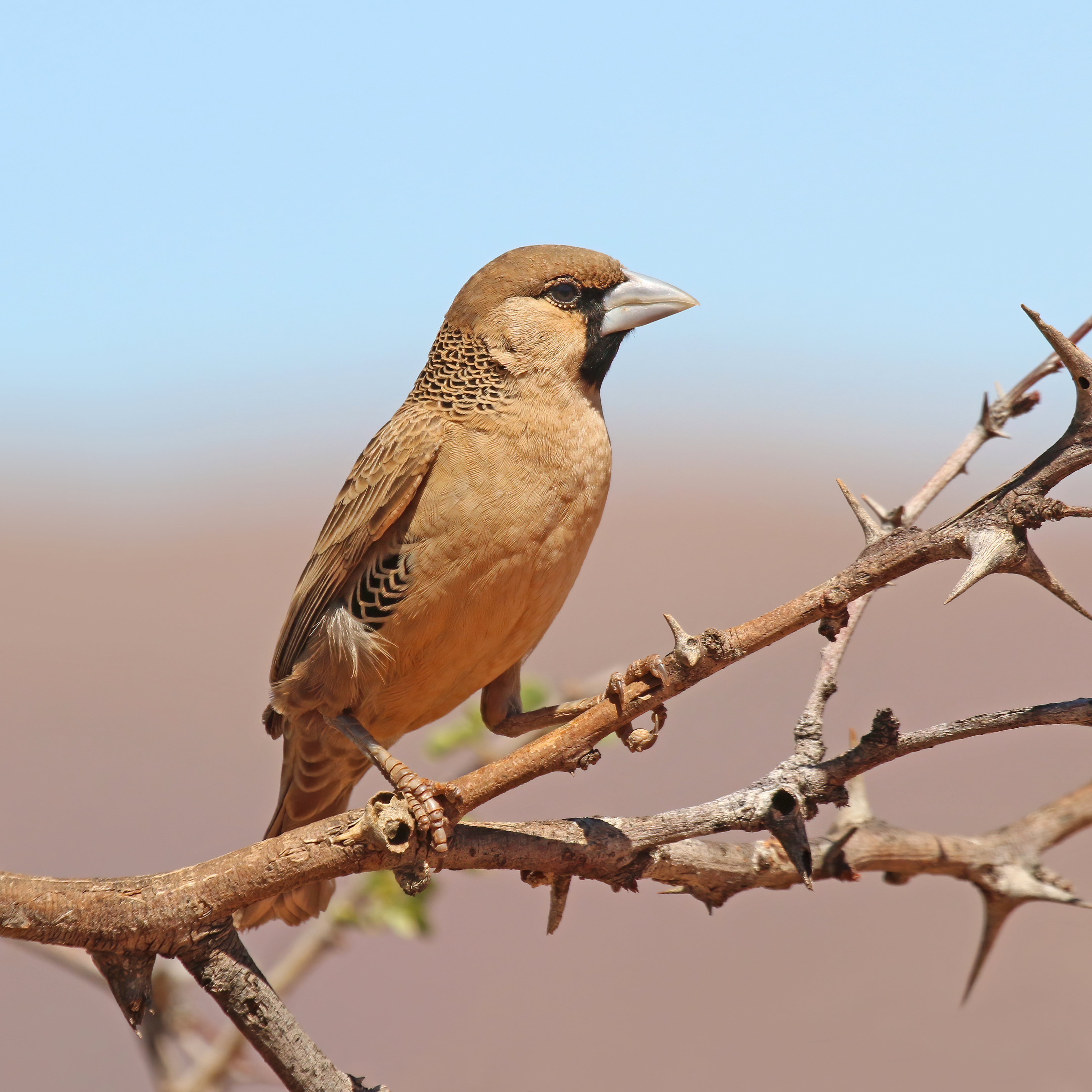
Un autre républicain social dans la Tswalu Kalahari Reserve (Afrique du sud).

C'est un petit oiseau, mesurant 14 cm de long pour un poids allant de 26 à 30 grammes.
Il n'y a pas de dimorphisme sexuel. Le plumage est dans les tons de marron, avec le plastron plus clair. Les bordures plus claires des plumes dessinent des écailles sur le dos et les couvertures alaires. Le lore, ainsi que le menton sont noirs. Les pattes sont bleu-gris, tout comme le bec, conique, et adapté à son régime partiellement granivore.
Le juvénile est plus terne que les adultes, n'a pas de noir sur la face, ni les dessins écaillés sur les flancs. Son bec est brun clair, et il ne revêtira son plumage d'adulte qu'au bout de 16 à 18 semaines.

## Écologie et comportement

### Régime alimentaire
Il est principalement insectivore et granivore. Trouvant toute l'eau dont il a besoin dans ses proies, telles les aoûtats, il ne boit que très peu.

### Nid

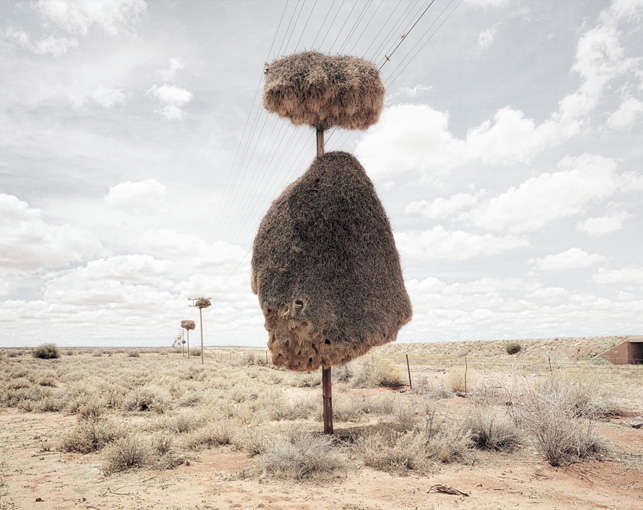
Nid d'une colonie sur un poteau dans le désert du Kalahari.

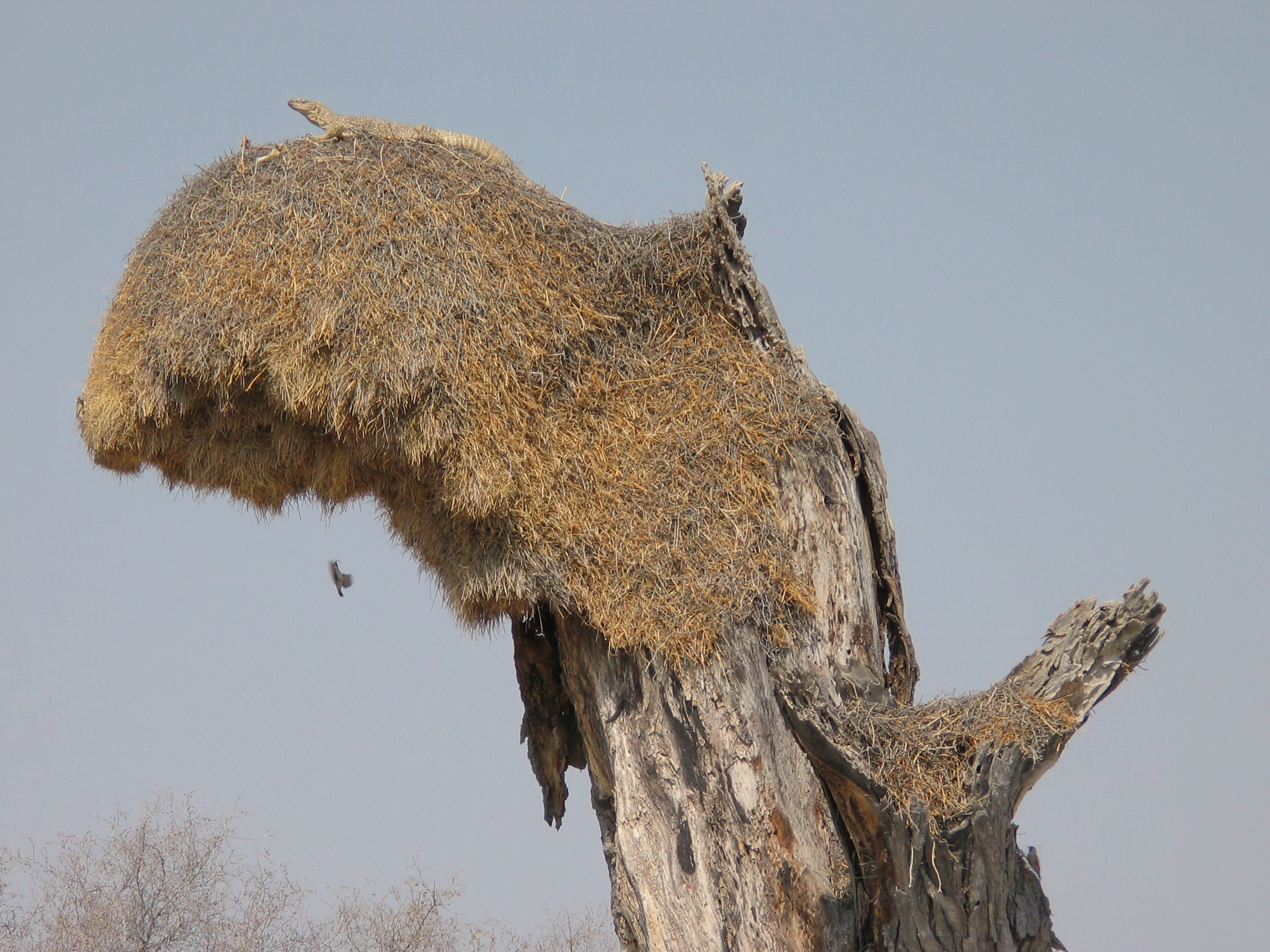
Un varan des savanes sur un nid de Républicains sociaux.

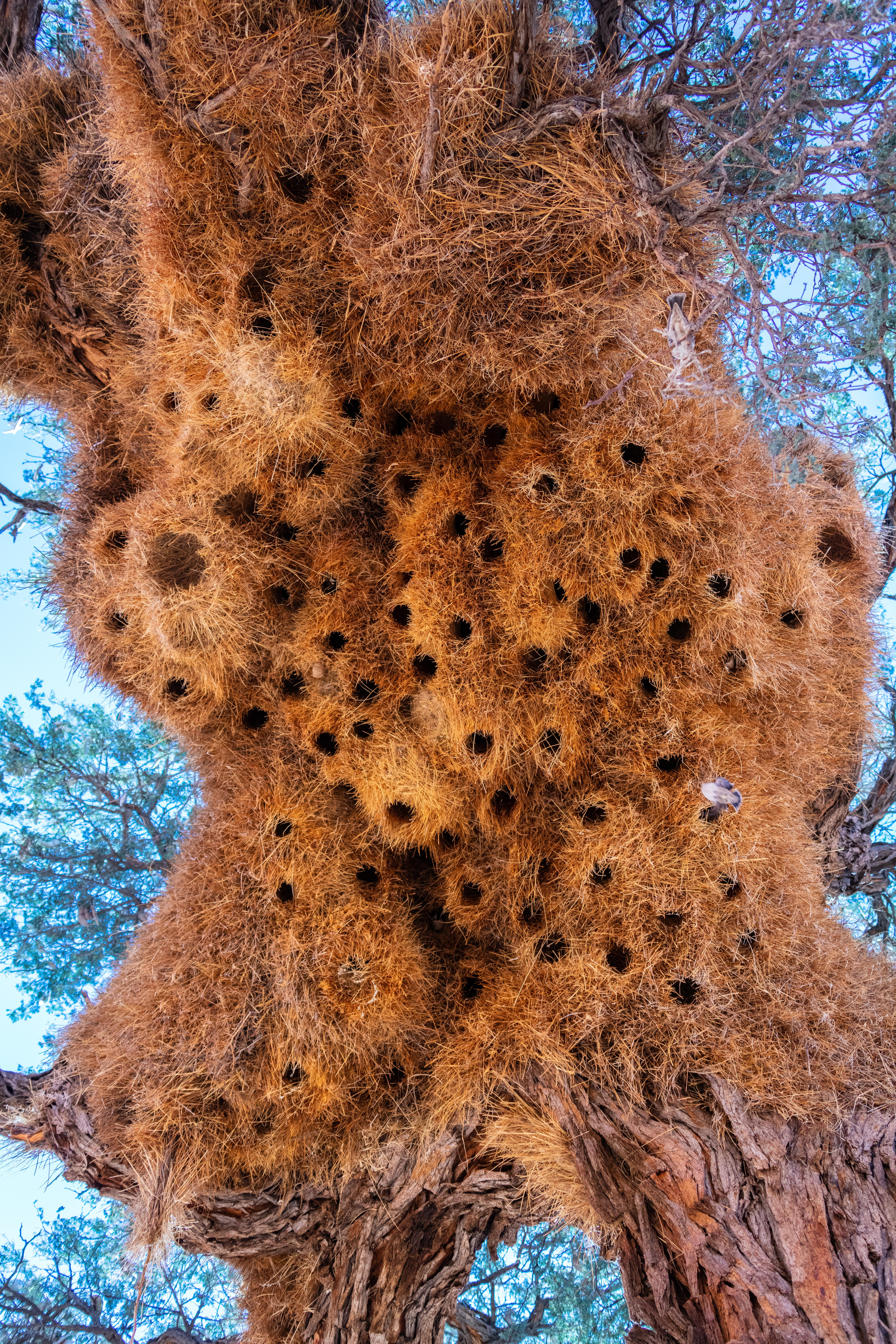
Des entrées de chambres vues de dessous.

Ces oiseaux construisent des nids collectifs qui peuvent atteindre une taille énorme et servir à plusieurs générations successives, ce qui leur a valu leur nom. Ces nids comptent parmi les plus grandes structures construites par des oiseaux, et sont utilisés toute l'année. Ils sont très bien structurés, et maintiennent une température plus supportable que celle de l'extérieur. La nuit, les chambres centrales, où les oiseaux dorment, maintiennent la chaleur. Les chambres en périphérie du nid sont utilisées de jour et permettent aux oiseaux de rester à l'ombre. Cette immense « botte de paille » pouvant atteindre 4 m de haut pour 7 m de long, peut parfois peser plusieurs tonnes et casser son support (arbre, poteau, etc.).
Ces nids sociaux peuvent accueillir jusqu'à 500 oiseaux.
Ils sont aussi habités par plusieurs autres espèces d'oiseaux commensaux, notamment par le fauconnet d'Afrique qui s'y perche, ou par l'inséparable rosegorge et des petits passereaux tels l'amadine à tête rouge qui nichent dans ce nid.
De plus grands oiseaux peuvent même construire leur propre nid sur le nid des Républicains : par exemple le grand duc de Verreaux l'utilise comme plateforme,.

### Reproduction
La saison nuptiale du Républicain social commence avec les pluies, dans la partie méridionale de son aire de répartition. La femelle pond de 2 à 6 œufs, qu'elle couve pendant 12 à 14 jours. Les oisillons prendront leur envol au bout de 14 à 16 jours. En temps normal, un couple élève jusqu'à quatre couvées par saison, mais on a déjà vu un couple élever neuf couvées en une seule saison en réponse à la prédation répétée des jeunes. Ils peuvent même aider au soin des plus jeunes et des nichées orphelines.
Le Républicain social vit entre 3 et 5 ans.

## Répartition et habitat

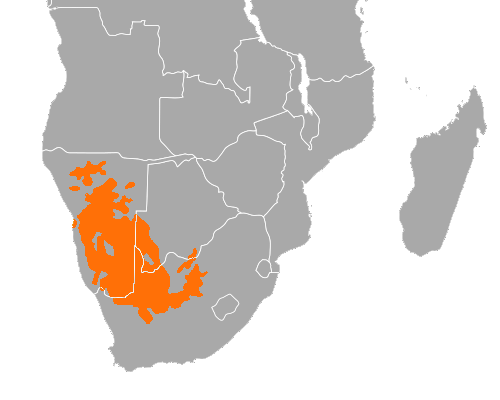
Répartition de l'espèce dans le Sud de l'Afrique.

### Distribution géographique
Cet oiseau est endémique d'Afrique australe, et la plupart de ses représentants se trouvent dans le Kalahari. On le trouve donc en Namibie, au Botswana et en Afrique du Sud. Chaque sous-espèce a une répartition différente (voir le paragraphe Sous espèces).

### Habitat
Espèce des zones arides, elle se trouve notamment dans les steppes d’épineux, mais aussi dans la savane herbeuse, où elle construit ses nids dans de grands arbres, tels les acacias.

## Systématique
Le Républicain social fut pour la première fois décrit en 1790 par John Latham, naturaliste britannique.

### Sous-espèces
Trois sous-espèces sont généralement reconnues :
- P. s. socius (Latham, 1790) est la sous-espèce type ; son protonyme est Loxia socia ; elle vit dans le sud du Kalahari, au nord-ouest de Northern Cape ainsi que dans le sud de la Namibie[2] ;
- P. s. geminus Grote, 1922 vit dans le parc national d'Etosha et dans le nord de la Namibie[2] ;
- P. s. xericus Clancey, 1989 ne se trouve qu'en Namibie dans les escarpements rocheux[2].

On trouve quelquefois les sous-espèces P. s. eremus et P. s. lepidus, qui sont classiquement considérées comme synonyme de P. s. socius.

## Menaces et conservation
Cette espèce est classée par l'UICN en LC (Préoccupation mineure). Les populations semblent stables, et ont même étendu leur répartition, en profitant par exemple des poteaux téléphoniques pour construire leurs nids.

### Source
- (en) Cet article est partiellement ou en totalité issu de l’article de Wikipédia en anglais intitulé « Sociable Weaver » (voir la liste des auteurs).